# Blicourt
Cet article possède des paronymes, voir Blacourt, Blécourt et Blincourt.
Blicourt est une commune française située dans le département de l'Oise en région Hauts-de-France.

## Géographie

### Description

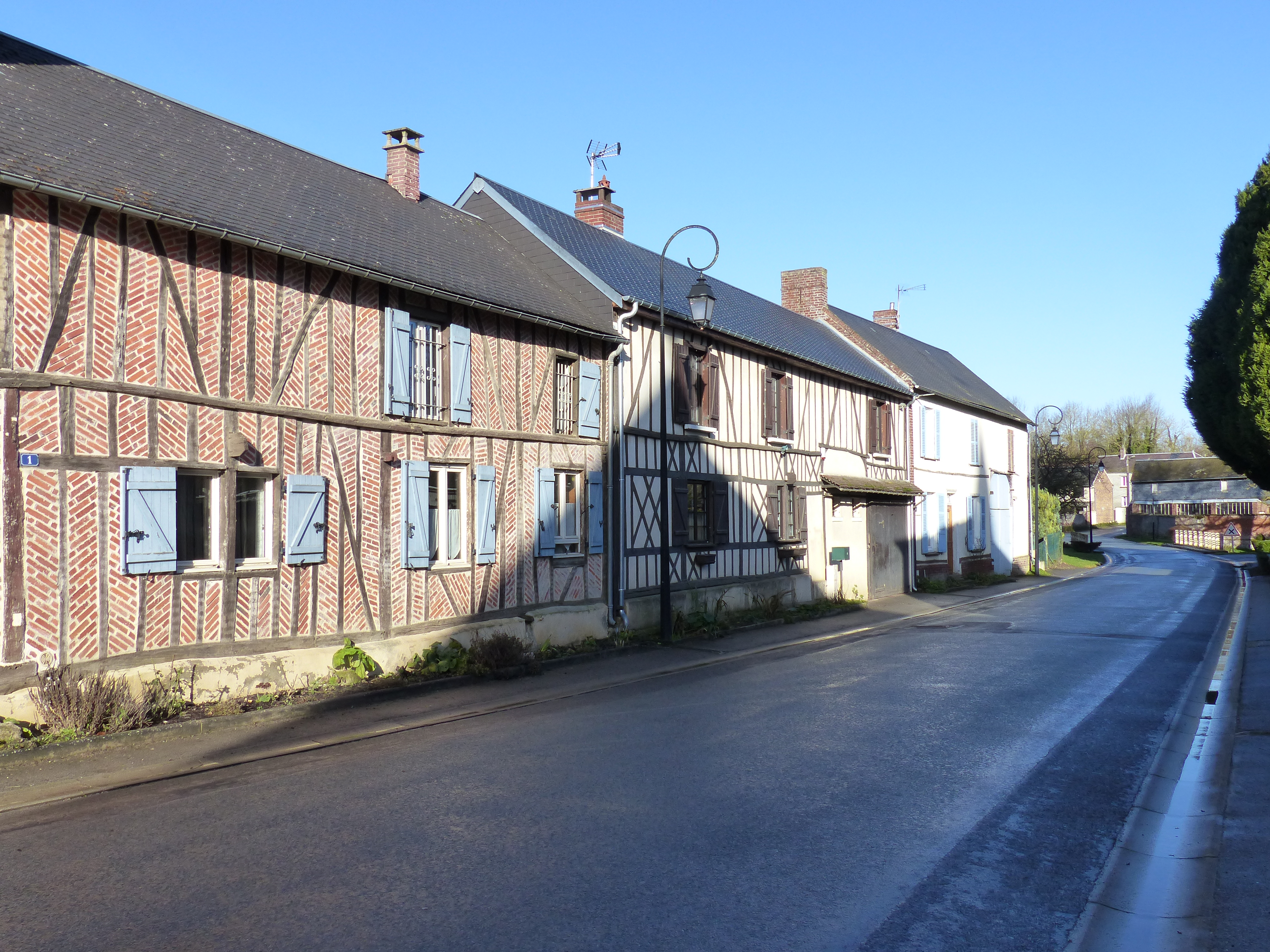
Maisons de style picard, sur la RD 615.

Au début du XIXe siècle, Louis Graves décrivait la commune de la manière suivante : « La commune est traversée de l'est à l'ouest par le, vallon de la rivière d'Herperie, qui prend naissance dans le village même ; quelques branches de ce vallon, dirigées vers le nord et vers le midi, rendent inégale-l'étendue générale dû territoire ». La nature du sol est généralement crayeuse, surmontée d'un limon superficiel

### Communes limitrophes
| Haute-Épine             | Lihus Crèvecœur-le-Grand | Rotangy |
| La Neuville-sur-Oudeuil | Blicourt                 | Luchy   |
| Oudeuil                 | Pisseleu Juvignies       |         |

### Hydrographie

#### Réseau hydrographique
La commune est située dans le bassin Seine-Normandie. Elle est drainée par le ruisseau de l'Herperie,.
On indiquait en 1883 que le ruisseau était alimenté par deux sources, l'une appelée la Fontaine du Village, l'autre la Fontaine Sainte-Beuve, près de l'église. Il court du nord-est vers le sud-ouest pour se jeter dans le Thérinet,. au bas de Saint-Omer-en-Chaussée. C'est donc un sous-affluent de la Seine par l'Oise et le Thérain.
Un moulin à eau était signalé sous l'Ancien Régime sous le nom de Moulin de Bécquerel.

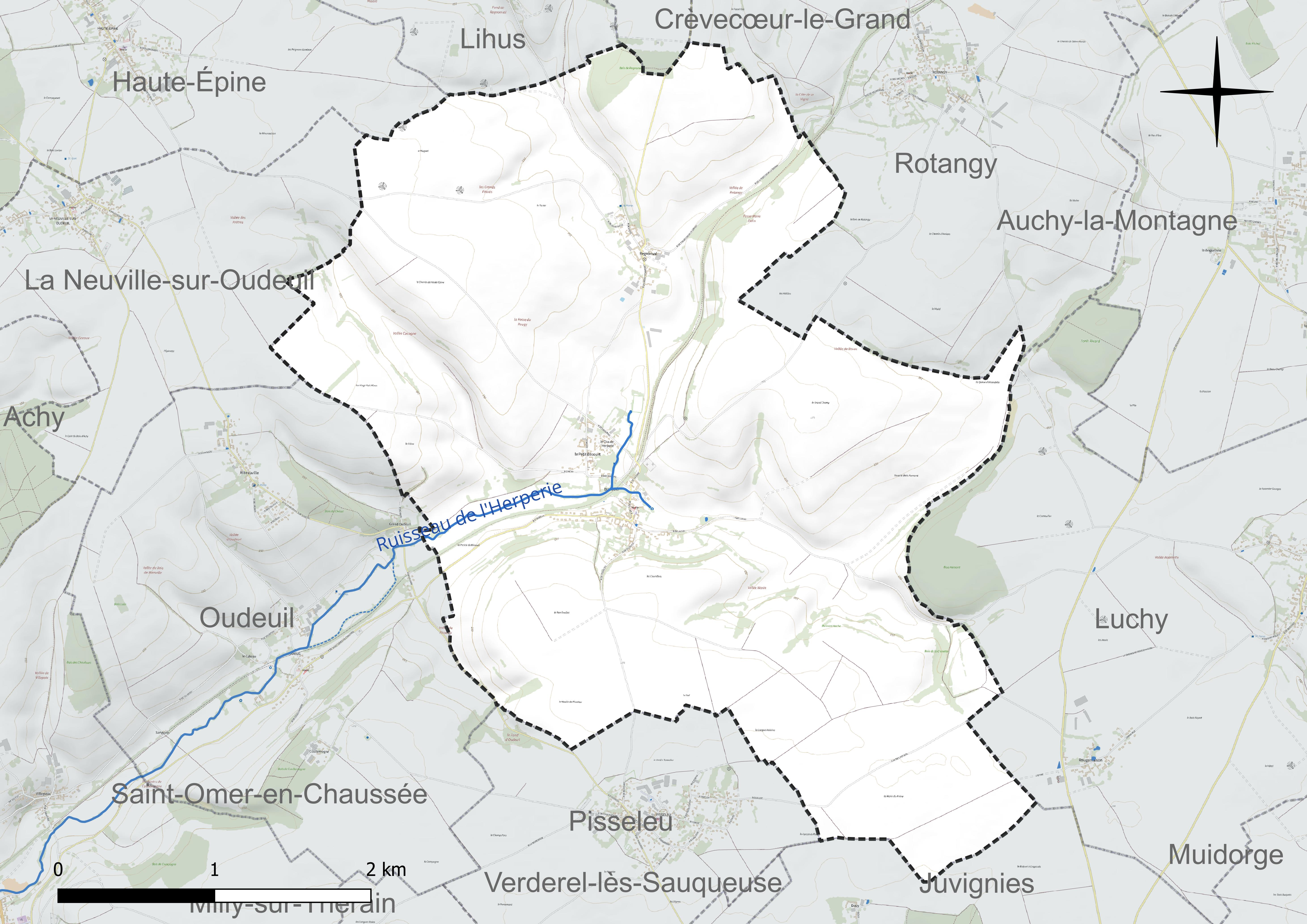
Réseau hydrographique de Blicourt.

#### Gestion et qualité des eaux
Le territoire communal est couvert par le schéma d'aménagement et de gestion des eaux (SAGE) « Sensée ». Ce document de planification concerne un territoire de 1 219 km2 de superficie, délimité par le bassin versant du Thérain. Le périmètre a été arrêté le 27 janvier 2023 et le SAGE proprement dit est, en 2024, en cours d'élaboration. La structure porteuse de l'élaboration et de la mise en œuvre est le syndicat intercommunal de la Vallée du Thérain (SIVT). 
La qualité des cours d'eau peut être consultée sur un site dédié géré par les agences de l'eau et l'Agence française pour la biodiversité. 

### Climat
Pour des articles plus généraux, voir Climat des Hauts-de-France et Climat de l'Oise.
En 2010, le climat de la commune est de type climat océanique dégradé des plaines du Centre et du Nord, selon une étude du CNRS s'appuyant sur une série de données couvrant la période 1971-2000. En 2020, Météo-France publie une typologie des climats de la France métropolitaine dans laquelle la commune est exposée à un climat océanique et est dans la région climatique Nord-est du bassin Parisien, caractérisée par un ensoleillement médiocre, une pluviométrie moyenne régulièrement répartie au cours de l'année et un hiver froid (3 °C).
Pour la période 1971-2000, la température annuelle moyenne est de 10,2 °C, avec une amplitude thermique annuelle de 13,9 °C. Le cumul annuel moyen de précipitations est de 742 mm, avec 11,5 jours de précipitations en janvier et 8,4 jours en juillet. Pour la période 1991-2020, la température moyenne annuelle observée sur la station météorologique la plus proche, située sur la commune de Tillé à 11 km à vol d'oiseau, est de 11,0 °C et le cumul annuel moyen de précipitations est de 655,5 mm,. Pour l'avenir, les paramètres climatiques de la commune estimés pour 2050 selon différents scénarios d'émission de gaz à effet de serre sont consultables sur un site dédié publié par Météo-France en novembre 2022.

## Urbanisme

### Typologie
Au 1er janvier 2024, Blicourt est catégorisée commune rurale à habitat dispersé, selon la nouvelle grille communale de densité à sept niveaux définie par l'Insee en 2022.
Elle est située hors unité urbaine. Par ailleurs la commune fait partie de l'aire d'attraction de Beauvais, dont elle est une commune de la couronne,. Cette aire, qui regroupe 162 communes, est catégorisée dans les aires de 50 000 à moins de 200 000 habitants,.

### Occupation des sols
L'occupation des sols de la commune, telle qu'elle ressort de la base de données européenne d'occupation biophysique des sols Corine Land Cover (CLC), est marquée par l'importance des territoires agricoles (97,9 % en 2018), une proportion identique à celle de 1990 (97,9 %). La répartition détaillée en 2018 est la suivante :
terres arables (86,1 %), prairies (7,6 %), zones agricoles hétérogènes (4,2 %), zones urbanisées (1,9 %), forêts (0,2 %). L'évolution de l'occupation des sols de la commune et de ses infrastructures peut être observée sur les différentes représentations cartographiques du territoire : la carte de Cassini (XVIIIe siècle), la carte d'état-major (1820-1866) et les cartes ou photos aériennes de l'IGN pour la période actuelle (1950 à aujourd'hui).

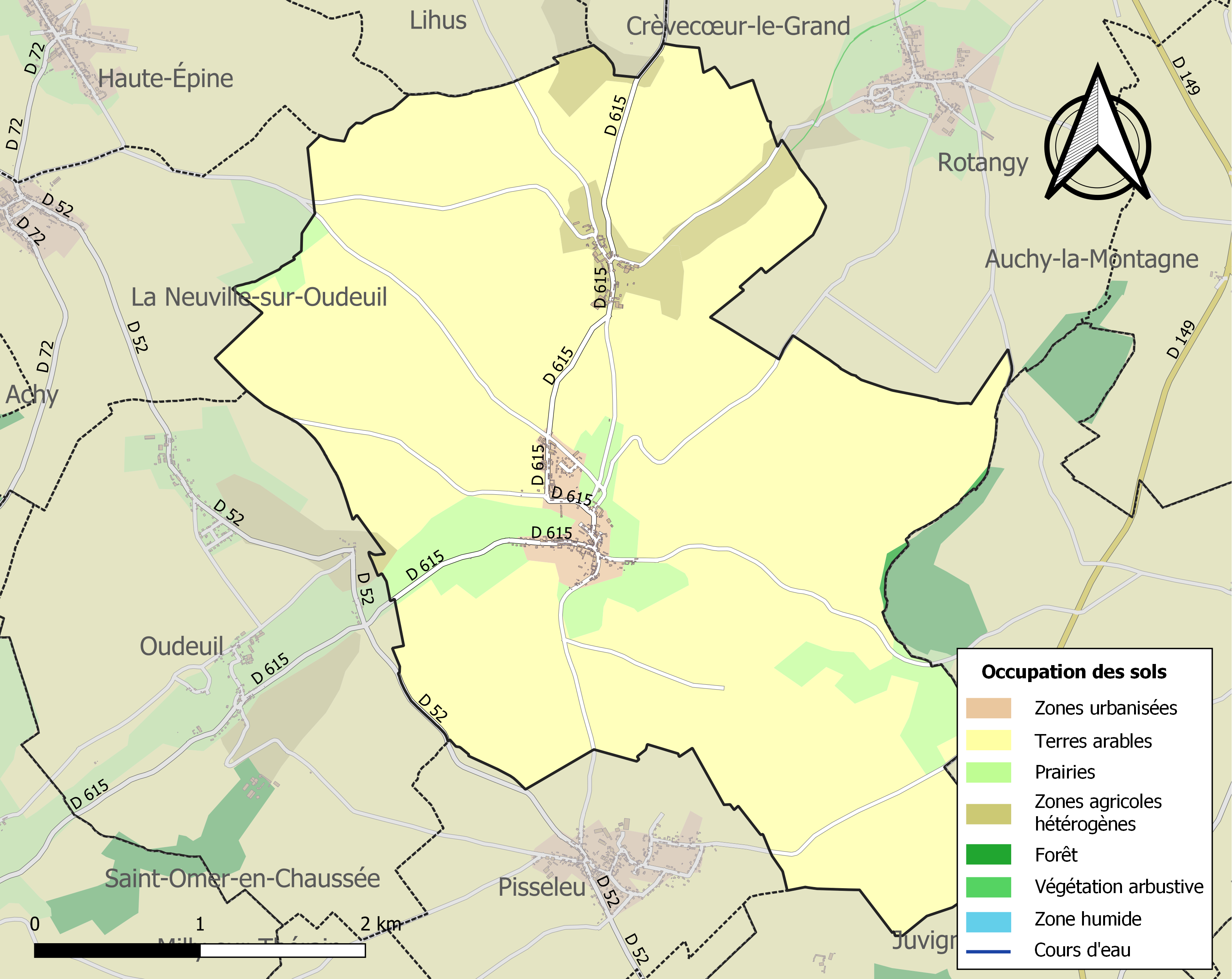
Carte des infrastructures et de l'occupation des sols de la commune en 2018 (CLC).

### Habitat et logement
En 2018, le nombre total de logements dans la commune était de 153, alors qu'il était de 143 en 2013 et de 135 en 2008.
Parmi ces logements, 90,1 % étaient des résidences principales, 5 % des résidences secondaires et 5 % des logements vacants. Ces logements étaient pour 98,1 % d'entre eux des maisons individuelles et pour 1,3 % des appartements.
Le tableau ci-dessous présente la typologie des logements à Blicourt en 2018 en comparaison avec celle de l'Oise et de la France entière. Une caractéristique marquante du parc de logements est ainsi une proportion de résidences secondaires et logements occasionnels (5 %) supérieure à celle du département (2,5 %) et à celle de la France entière (9,7 %). Concernant le statut d'occupation de ces logements, 86,3 % des habitants de la commune sont propriétaires de leur logement (83,7 % en 2013), contre 61,4 % pour l'Oise et 57,5 pour la France entière.
| Typologie                                               | Blicourt | Oise | France entière |
| ------------------------------------------------------- | -------- | ---- | -------------- |
| Résidences principales (en %)                           | 90,1     | 90,4 | 82,1           |
| Résidences secondaires et logements occasionnels (en %) | 5        | 2,5  | 9,7            |
| Logements vacants (en %)                                | 5        | 7,1  | 8,2            |

### Voies de communication et transports
La commune est desservie, en 2023, par les lignes 614, 616, 6103 et 6109 du réseau interurbain de l'Oise.

## Toponymie
Le nom de la localité est attesté sous les formes Blencurt (1118) ; apud Biellicourt (1171) ; apud Bellicurt (1214) ; Blicuria (vers 1230) ; Blericurtis (1240) ; Bellicort (1240) ; Blicourt (1289) ; Bellicor (1292) ; Belicor (1292) ; Belicourt (XIVe) ; Blecourt (1550) ; Blicour (1667) ; Blicourt (1840).
Selon Robert de Malinguehen, la localité était désignée autrefois comme Blicuria (vers 1230) et dérive du bas latin Blini curia, l'exploitation de Blinus ou de Blin.

## Histoire
Robert de Malinguehen indique « La voie romaine de Beauvais à Abbeville traversait ce village, venant de Sauqueuse-Saint-Lucien, pour se diriger vers Lihus par la voirie appelée depuis chemin vert de Lihus à Beauvais.
M. Graves  prétend que, sans pouvoir lui attribuer une époque certaine, l'autre voie qui traversait ce village est antérieure au Moyen Âge; cette voie allait de Beauvais ou plutôt de Saint-Omer-en-Chaussée à Amiens, en suivant le vallon de l'Herperie sur sa rive gauche ».
La seigneurie était ancienne et appartenait au XVIe siècle à la maison de Croy-Havré, qui la vend en 1621 à Thomas Leclerc, intendant des finances
Louis Graves signale qu'il « y avait en ce lieu beaucoup de familles huguenotes qui furent expulsées par la révocation de l'édit de Nantes; cet événement réduisit la population de neuf cents habitans à cinq cents environ ».
Blicourt était connu pour la fabrication de la serge, dont les caractéristiques sont réglementées dès 1669 et régulièrement modifiées, tissu dont la fabrication faisait la ressource principale de la population dans la plupart des communes voisines de Crevecœur-le-Grand. Une autorité de certification,, de cette serge de Blicourt était installée au village jusqu'en 1735, année où ce bureau a été supprimé et cette fonction rattachée à celui de Crevecœur-le-Grand. Le Blicourt était encore une serge de référence au milieu du XIXe siècle
Sous l'Ancien Régime, Blicourt était compris dans l'étendue du comté de Clermont et y suivait la coutume d'Amiens. Blicourt avait le titre de bourg au XVIIe siècle. La cure de Blicourt faisait partie du doyenné de Montagne, archidiaconé de Bray. Le curé était à la nomination du seigneur du lieu
À l'aube de la Révolution française, le cahier de doléances des habitants demandait une plus grande justice fiscale et que tous soient astreints à payer des impôts, ainsi que la suppression du droit d'aides et de la gabelle, la suppression des droits de banalité, que la justice soit rendue localement, sur la base de lois communes à l'ensemble de la France, et que soit rétabli à Bliocourt le contrôle de la qualité de ses serges. Pendant la Révolution, Louis Guillotte ouvre une école le 18 février 1794, et, en avril de la même année, on établit un atelier de salpêtre dans l'église dont les bancs sont vendus.
En 1830, plus de deux cents ouvriers étaient employés au peignage des laines et à la confection des chaînes, mais cette activité n'existait plus en 1883
Un nouveau cimetière est établi hors du village en 1832 en remplacement de celui qui entourait l'église, sur un terrain donné à la commune par André-Alexandre d'Hardivilliers, vicomte d'Eguisy, à la condition qu'y soit réalisée une sépulture pour sa famille.
Peu après le début de la Troisième République, en 1883, la commune était propriétaire du presbytère, de la mairie-école et du cimetière. L'école était déjà mixte et l'enseignement donné par un instituteur laïc. La commune comptait alors deux moulins à vent et une petite briqueterie.
La commune a été desservie de 1876 à 1939 par la gare de Blicourt, une halte sur la Ligne de Saint-Omer-en-Chaussée à Vers, qui permettait de relier Beauvais à la gare de Saint-Roch et la gare d'Amiens, et facilitait les déplacements des habitants et le transport des marchandises à une époque où la locomotion individuelle était inexistante puis rare.. Un déraillement est signalé le dimanche 6 juillet 1879 entre Oudeuil et Blicourt, après la rupture de bandage de la locomotive qui assurait un train en provenance d'(Amiens et où avaient pris place de nombreux voyageurs venus assister aux courses de l'hippodrome du Canada à Beauvais. La locomotive dévale sur 2 m le remblai de la voie et se renverse avec son tender. Le mécanicien est tué dans l'accident, et deux voyageurs ont été blessés

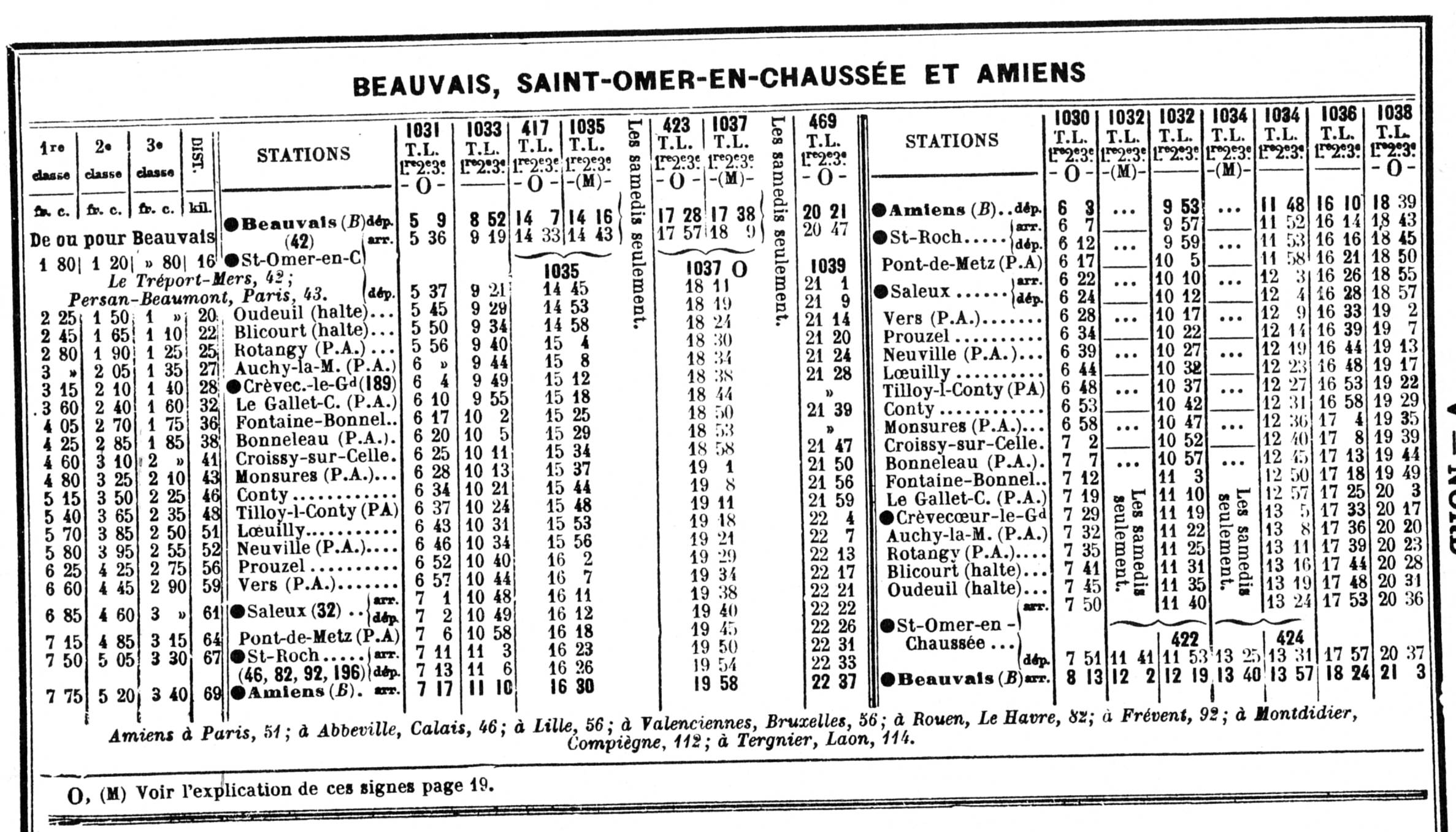
Horaires de la ligne en mai 1914
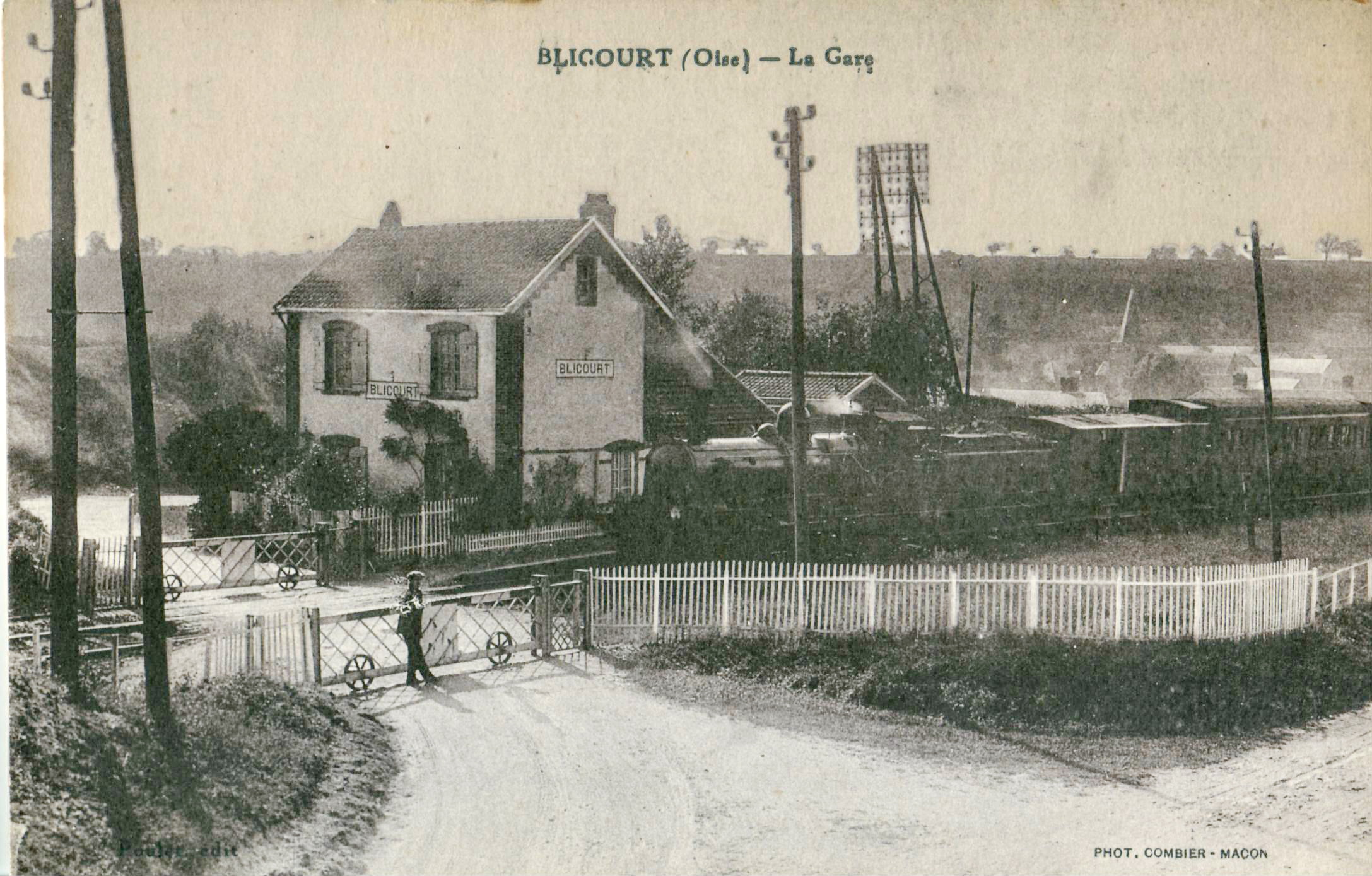
Un train à l'arrêt de Blicourt, au début du XXe siècle
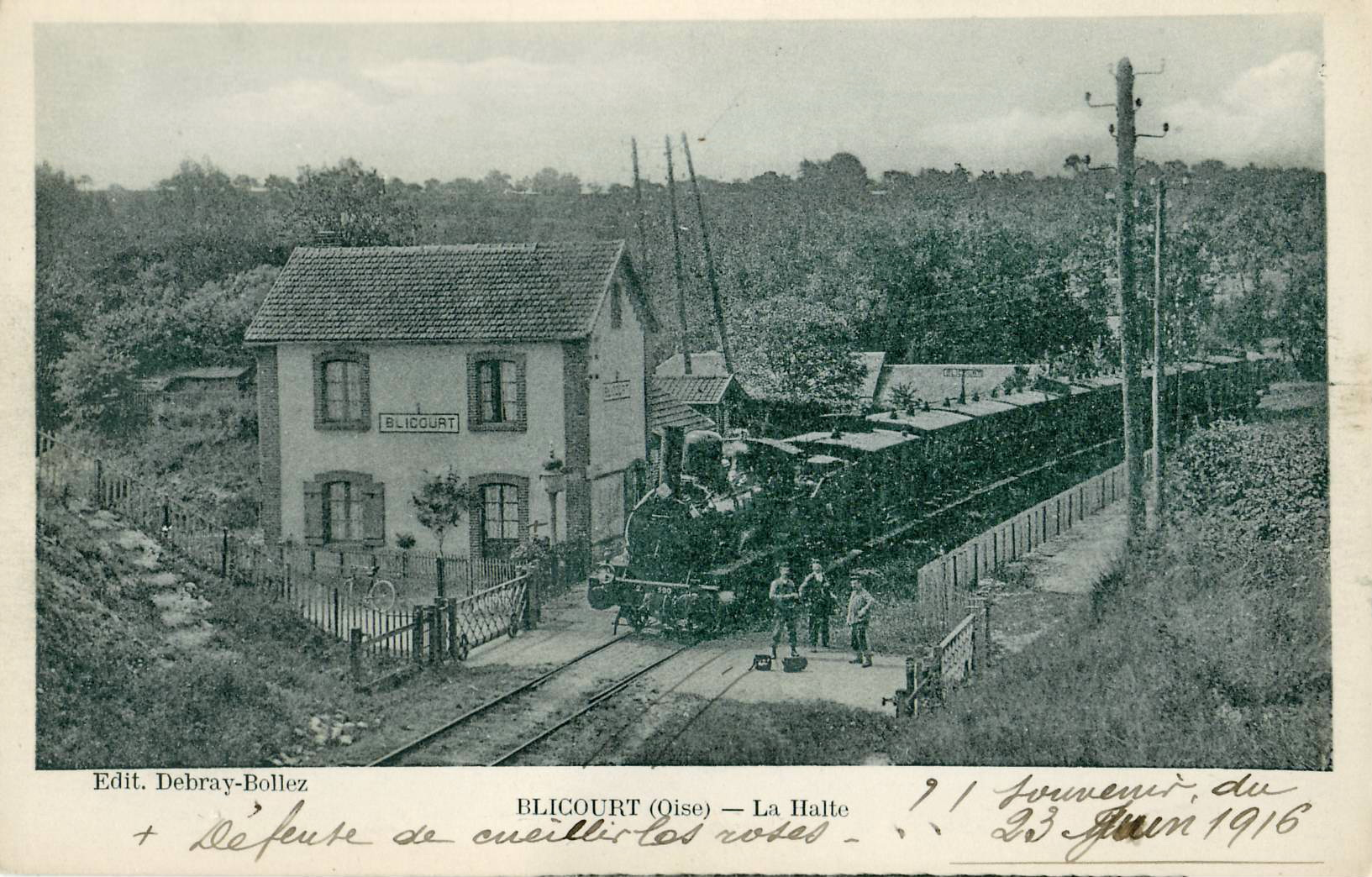
Cette carte est datée du 23 janvier 916
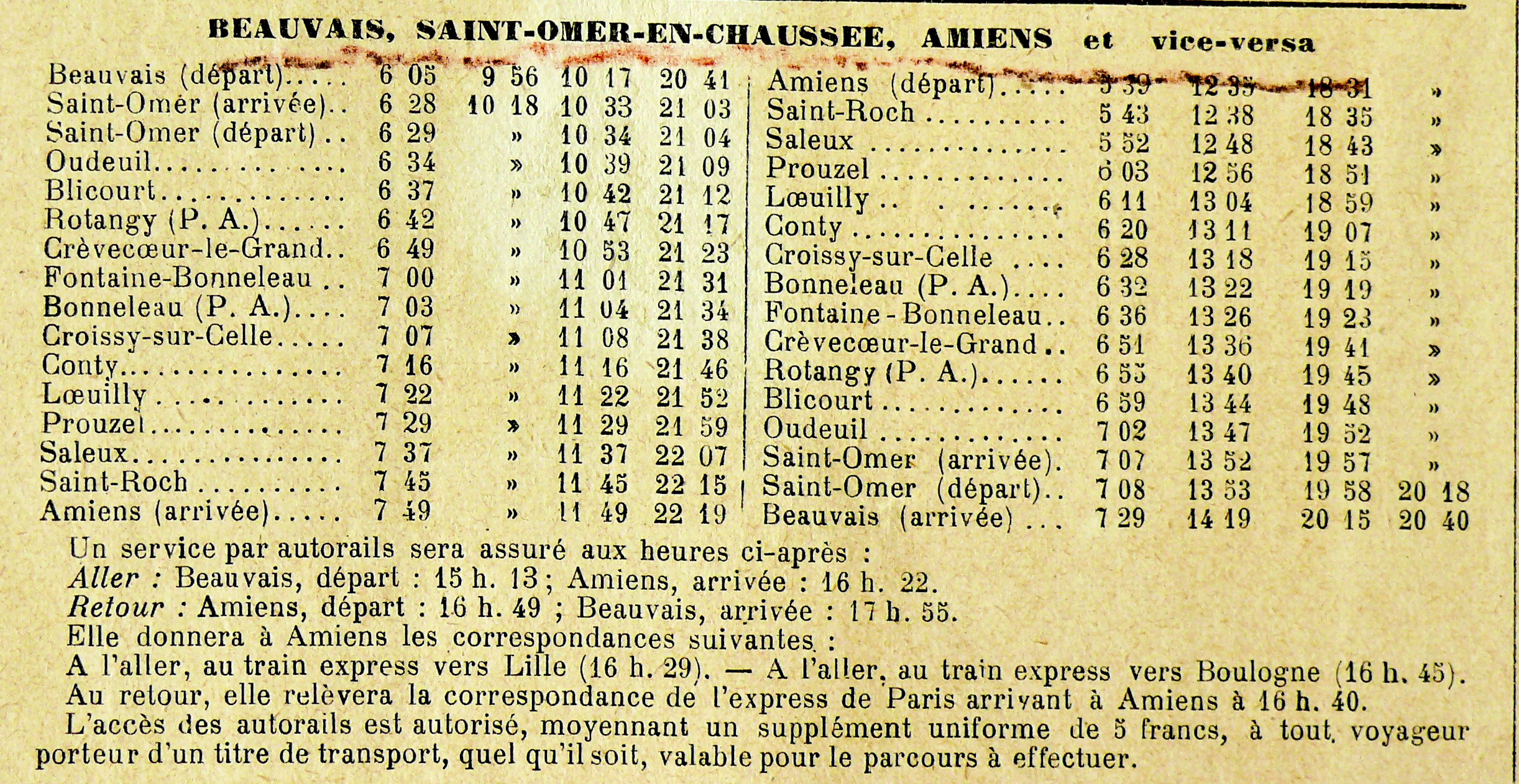
Horaires de la ligne en 1938, peu avant la suppression du service
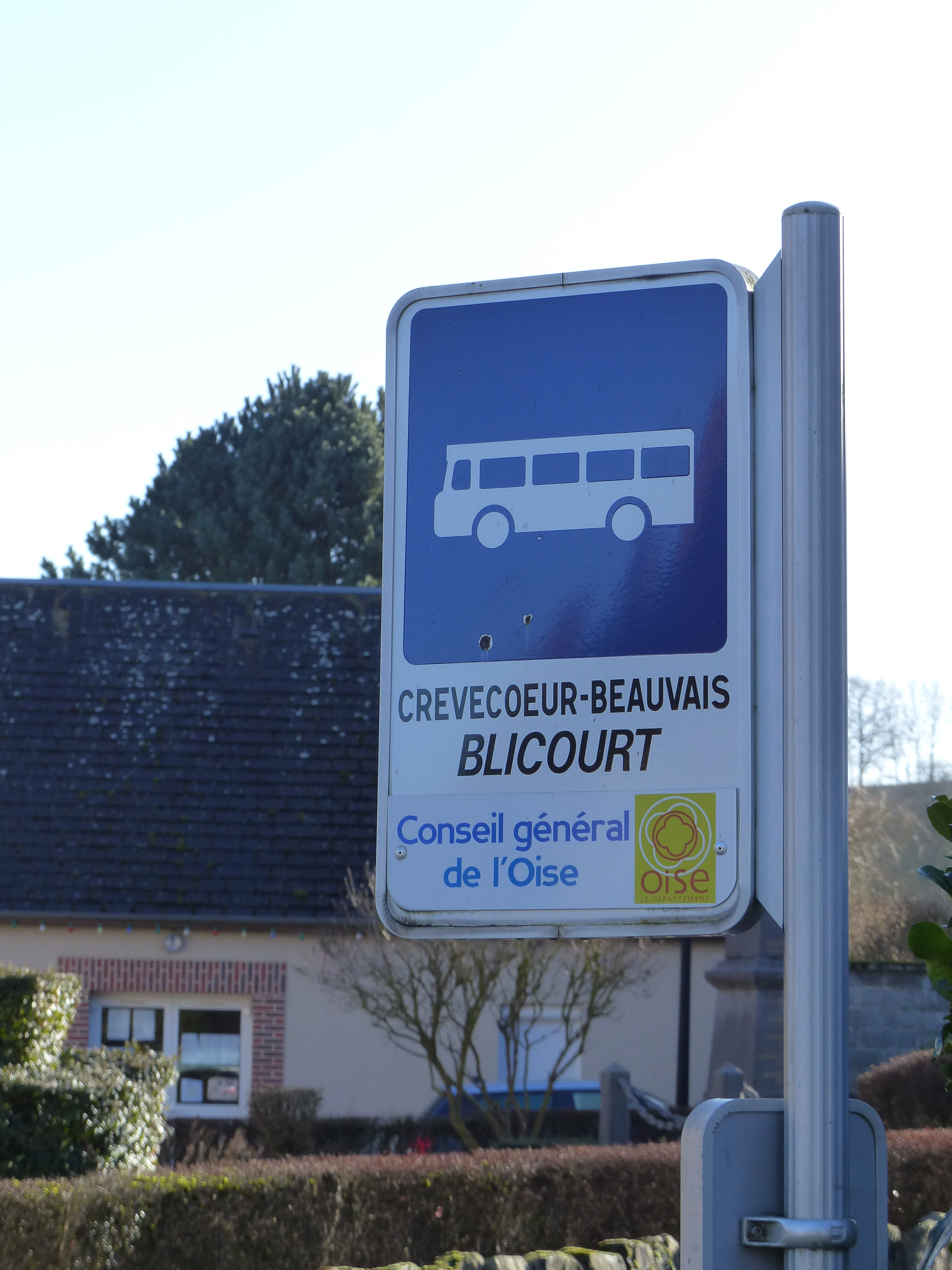
L'arrêt d'autocar, qui remplace la gare désaffectée.

La commune est reliée au réseau téléphonique et dotée d'une cabine téléphonique, sans doute implantée dans un commerce, en 1913.

## Politique et administration

### Rattachements administratifs et électoraux

#### Rattachements administratifs
La commune se trouve dans l'arrondissement de Beauvais du département de l'Oise.
Elle faisait partie depuis 1793 du canton de Marseille-en-Beauvaisis. Dans le cadre du redécoupage cantonal de 2014 en France, cette circonscription administrative territoriale a disparu, et le canton n'est plus qu'une circonscription électorale.

#### Rattachements électoraux
Pour les élections départementales, la commune fait partie depuis 2014 du canton de Grandvilliers
Pour l'élection des députés, elle fait partie de la première circonscription de l'Oise.

### Intercommunalité
Blicourt est membre de la communauté de communes de la Picardie Verte, un établissement public de coopération intercommunale (EPCI) à fiscalité propre créé fin 1996 et auquel la commune a transféré un certain nombre de ses compétences, dans les conditions déterminées par le code général des collectivités territoriales.

### Liste des maires
| Période                                  | Période                       | Identité                             | Étiquette | Qualité                         |
| ---------------------------------------- | ----------------------------- | ------------------------------------ | --------- | ------------------------------- |
| 1790                                     |                               | Honoré-Joseph Roisin                 |           |                                 |
| 1799                                     |                               | Jean Boullet                         |           |                                 |
| 1800                                     |                               | Jacques-Charles Le Clerc de Blicourt |           |                                 |
| 1816                                     |                               | Pierre Noël                          |           |                                 |
| 1821                                     |                               | Augustin-Henri d'Hardiovilliers      |           |                                 |
| 1830                                     |                               | Antoine-Chrysostome Soyer            |           |                                 |
| 18 avril 1841                            | 22 août 1841                  | Pierre-Nicolas Judenne               |           |                                 |
| 1841                                     |                               | Étienne-Jérôme Soyer                 |           |                                 |
| 1846                                     |                               | Louis-Étienne Adrien                 |           |                                 |
| 1865                                     | après 1883                    | M. Marie Soyer                       |           |                                 |
| Les données manquantes sont à compléter. |                               |                                      |           |                                 |
| avant 1931                               |                               | Henri Devillers                      |           |                                 |
| Les données manquantes sont à compléter. |                               |                                      |           |                                 |
| avant 1981                               |                               | André Devillers                      |           |                                 |
| Les données manquantes sont à compléter. |                               |                                      |           |                                 |
| mars 2001                                | mars 2008                     | Guy Fontaine                         | DVD       |                                 |
| mars 2008                                | En cours (au 2 décembre 2020) | Gérard Defrance                      |           | Réélu pour le mandat 2020-2026, |

### Politique de développement durable
De nombreuses éoliennes oint été implantées à Blicourt et dans ses communes voisines, occasionnant des oppositions locale,.

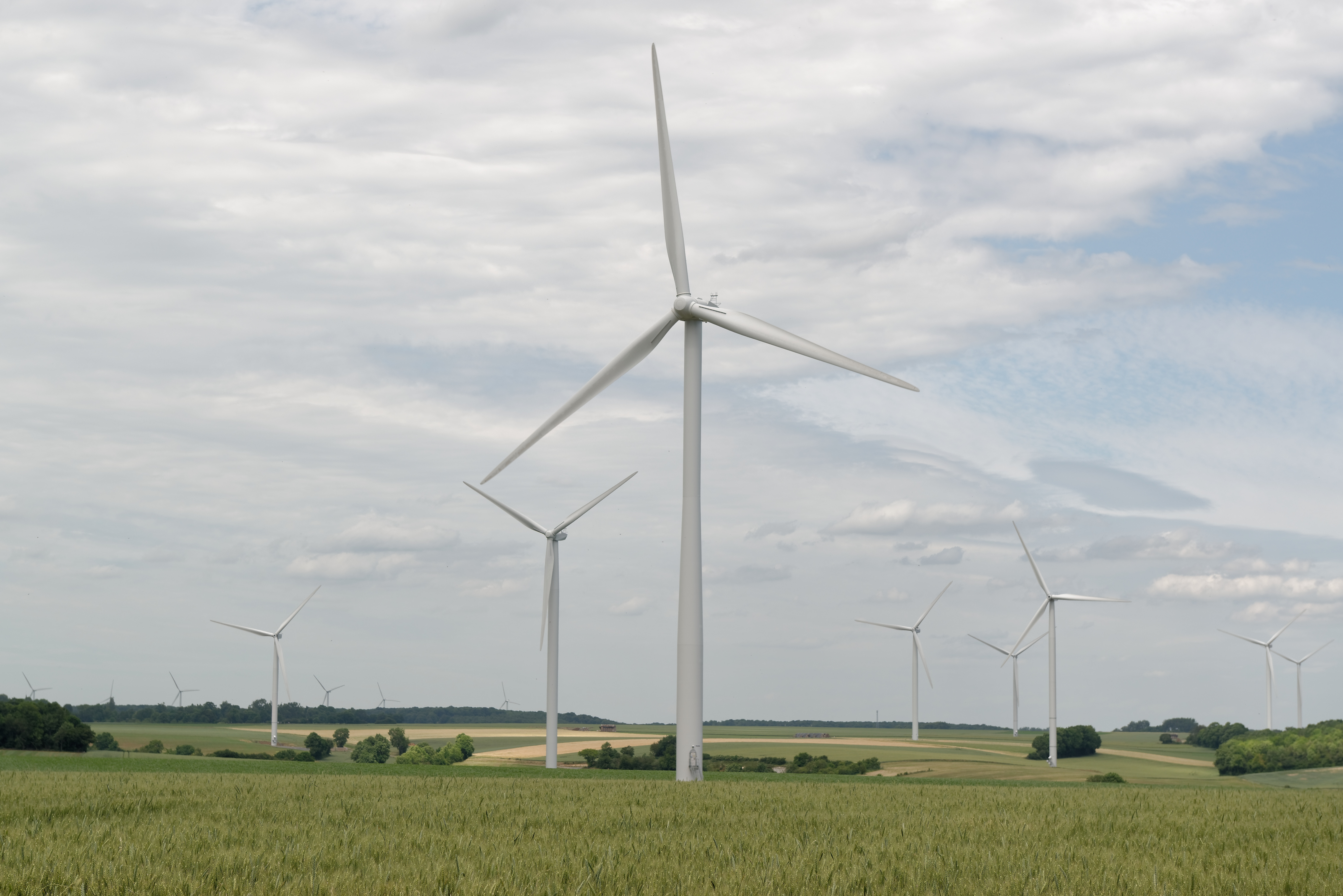
Blicourt est environné de nombreuses éoliennes.

## Population et société

### Démographie

#### Évolution démographique
L'évolution du nombre d'habitants est connue à travers les recensements de la population effectués dans la commune depuis 1793. Pour les communes de moins de 10 000 habitants, une enquête de recensement portant sur toute la population est réalisée tous les cinq ans, les populations de référence des années intermédiaires étant quant à elles estimées par interpolation ou extrapolation. Pour la commune, le premier recensement exhaustif entrant dans le cadre du nouveau dispositif a été réalisé en 2004.

En 2022, la commune comptait 358 habitants, en évolution de +3,77 % par rapport à 2016 (Oise : +0,87 %, France hors Mayotte : +2,11 %).
| 1793 | 1800 | 1806 | 1821 | 1831 | 1836 | 1841 | 1846 | 1851 |
| ---- | ---- | ---- | ---- | ---- | ---- | ---- | ---- | ---- |
| 653  | 620  | 639  | 591  | 567  | 568  | 533  | 518  | 514  |

| 1856 | 1861 | 1866 | 1872 | 1876 | 1881 | 1886 | 1891 | 1896 |
| ---- | ---- | ---- | ---- | ---- | ---- | ---- | ---- | ---- |
| 503  | 431  | 406  | 353  | 334  | 339  | 311  | 312  | 306  |

| 1901 | 1906 | 1911 | 1921 | 1926 | 1931 | 1936 | 1946 | 1954 |
| ---- | ---- | ---- | ---- | ---- | ---- | ---- | ---- | ---- |
| 304  | 300  | 283  | 268  | 258  | 272  | 250  | 247  | 255  |

| 1962 | 1968 | 1975 | 1982 | 1990 | 1999 | 2004 | 2006 | 2009 |
| ---- | ---- | ---- | ---- | ---- | ---- | ---- | ---- | ---- |
| 274  | 225  | 237  | 234  | 271  | 281  | 304  | 324  | 314  |

| 2014 | 2019 | 2022 | - | - | - | - | - | - |
| ---- | ---- | ---- | - | - | - | - | - | - |
| 340  | 356  | 358  | - | - | - | - | - | - |

En 1720, Blicourt comptait 520 habitants, 558 en 1759.

#### Pyramide des âges
La population de la commune est relativement jeune.
En 2018, le taux de personnes d'un âge inférieur à 30 ans s'élève à 35,4 %, soit en dessous de la moyenne départementale (37,3 %). À l'inverse, le taux de personnes d'âge supérieur à 60 ans est de 20,5 % la même année, alors qu'il est de 22,8 % au niveau départemental.
En 2018, la commune comptait 176 hommes pour 176 femmes, soit un taux de 50 % de femmes, légèrement inférieur au taux départemental (51,11 %).
Les pyramides des âges de la commune et du département s'établissent comme suit.
| Hommes | Classe d’âge | Femmes |
| ------ | ------------ | ------ |
| 0,0    | 90 ou +      | 0,6    |
| 3,4    | 75-89 ans    | 2,2    |
| 18,0   | 60-74 ans    | 16,9   |
| 21,3   | 45-59 ans    | 23,6   |
| 20,2   | 30-44 ans    | 23,0   |
| 14,6   | 15-29 ans    | 14,0   |
| 22,5   | 0-14 ans     | 19,7   |

| Hommes | Classe d’âge | Femmes |
| ------ | ------------ | ------ |
| 0,5    | 90 ou +      | 1,4    |
| 5,5    | 75-89 ans    | 7,6    |
| 15,6   | 60-74 ans    | 16,3   |
| 20,8   | 45-59 ans    | 20     |
| 19,4   | 30-44 ans    | 19,4   |
| 17,6   | 15-29 ans    | 16,2   |
| 20,6   | 0-14 ans     | 19,1   |

## Culture locale et patrimoine

### Lieux et monuments
- Église Saint-Martin, constituée d'une nef unique suivie d'un chœur plus étroit composé d'une travée droite surmonté du clocher en charpente et ardoises, et terminée d'une abside à cinq pans. L'édifice remonte au XVIIe siècle et a été très fortement remanié depuis. La plupart des fenêtres, le portail occidental et un certain nombre de contreforts ont été refaits en briques au XIXe siècle. Dans le mur sud de la nef, une petite porte aujourd'hui bouchée porte la date de 1743. La charpente en carène de la nef date du XVIIe siècle.
Deux autels secondaires avec retable du XVIIIe siècle encadrent l'entrée du chœur et une fresque en trois parties de la même époque consacrée à saint Martin surmonte l'arcade introduisant à l'abside[39],[40],[41].

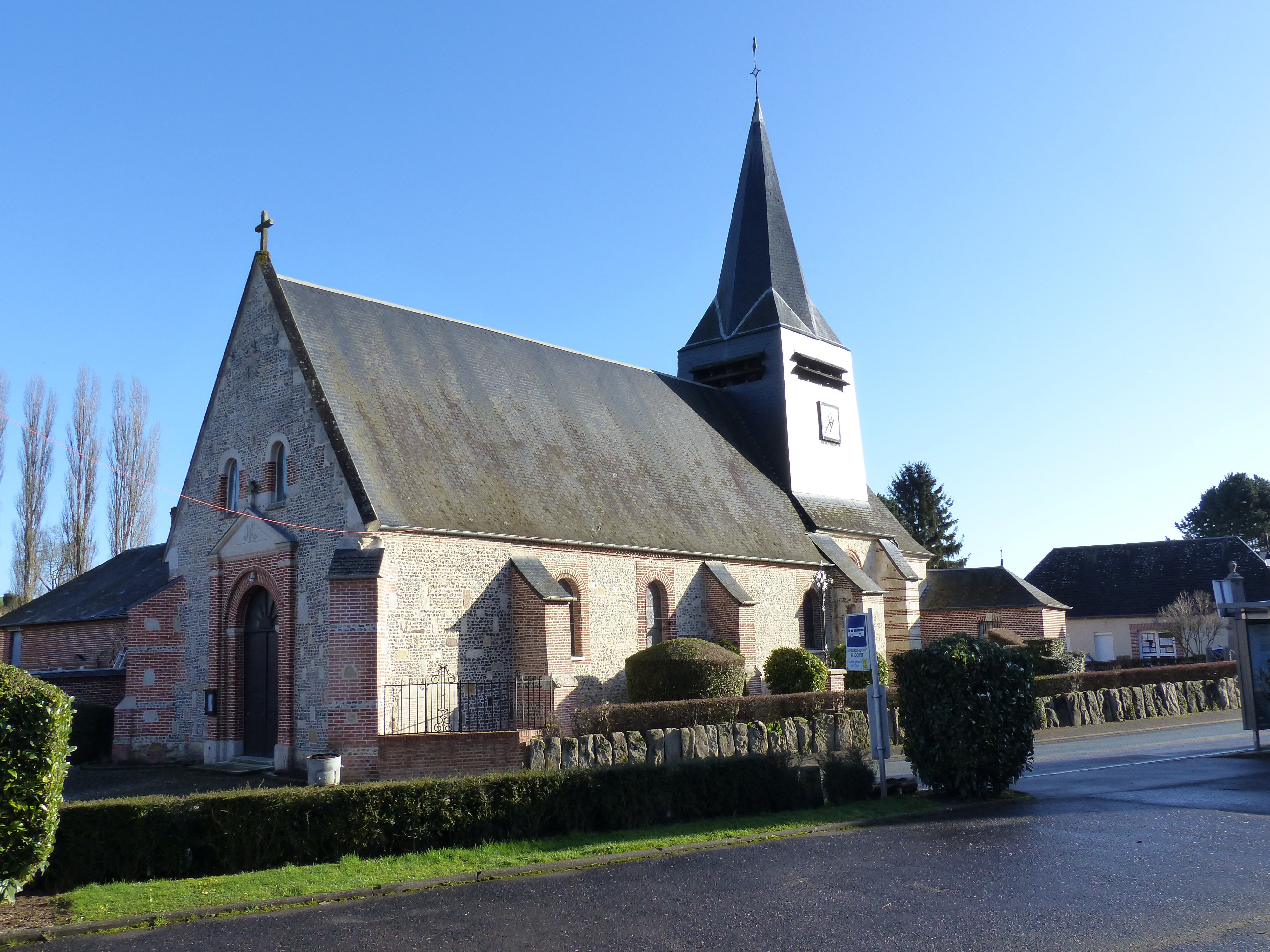
L'église Saint-Martin.
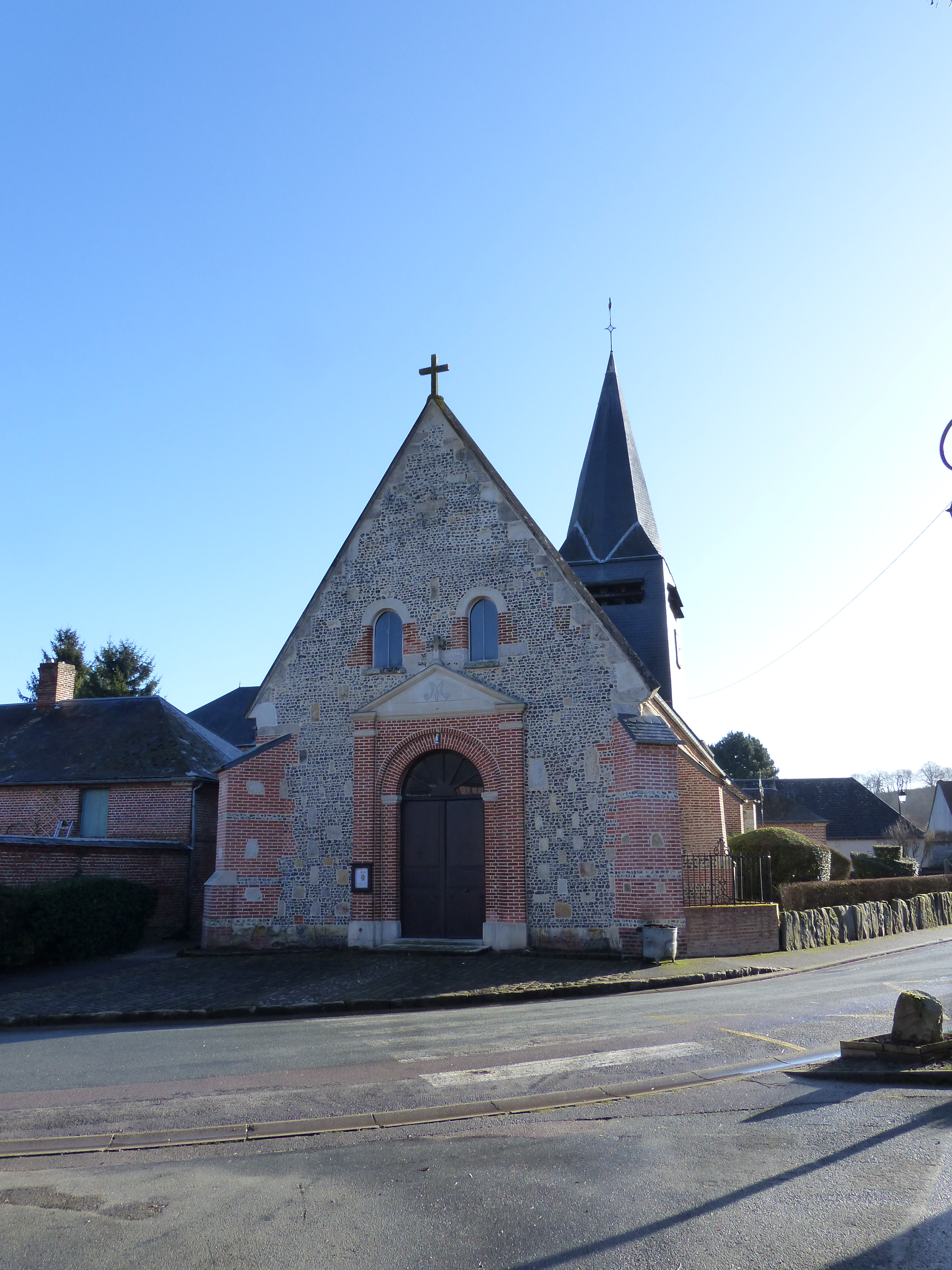
Façade de l'église
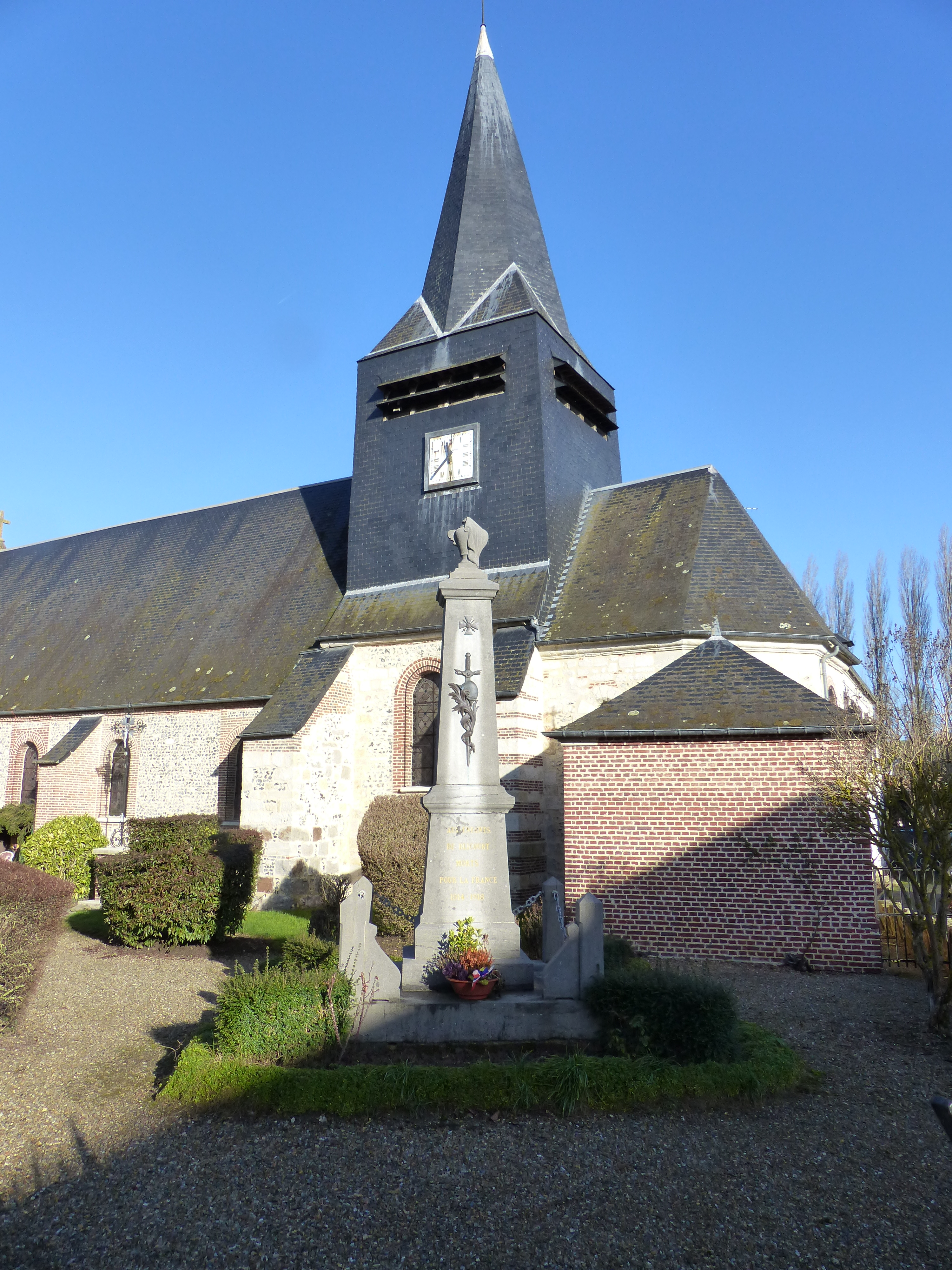
Le monument aux morts, devant l'église

### Personnalités liées à la commune
- Pierre-François Hennocque, né le 16 octobre 1788 à Blicourt et mort le 28 décembre 1878 à Metz, militaire et homme politique.

### Héraldique
| Blason de Blicourt | Blason  | De sinople à saint Martin à cheval d'or ; au chef d'argent à la croix engrêlée de gueules. |
| Blason de Blicourt | Détails | Le statut officiel du blason reste à déterminer.                                           |